# Convento de San Pablo (Peñafiel)
El convento de San Pablo es un templo cristiano católico levantado sobre los restos históricos del Alcázar de Alfonso X en la localidad de Peñafiel, en la provincia de Valladolid, comunidad autónoma de Castilla y León, España. Data del siglo XIII. En el siglo XIV se convirtió en monasterio. Del álcazar queda el emplazamiento, una de las bases de un antiguo torreón que hoy sustenta la espadaña de piedra ejecutada en dos cuerpos y el patio de armas del mismo, que actualmente es el claustro del Convento. Al lado del Altar mayor se conservan, en una urna de piedra, los restos del Infante don Juan Manuel, autor de "El Conde Lucanor"; junto a una urna de madera que contiene los restos de Juana de Aza, madre de Santo Domingo de Guzmán.

## Historia

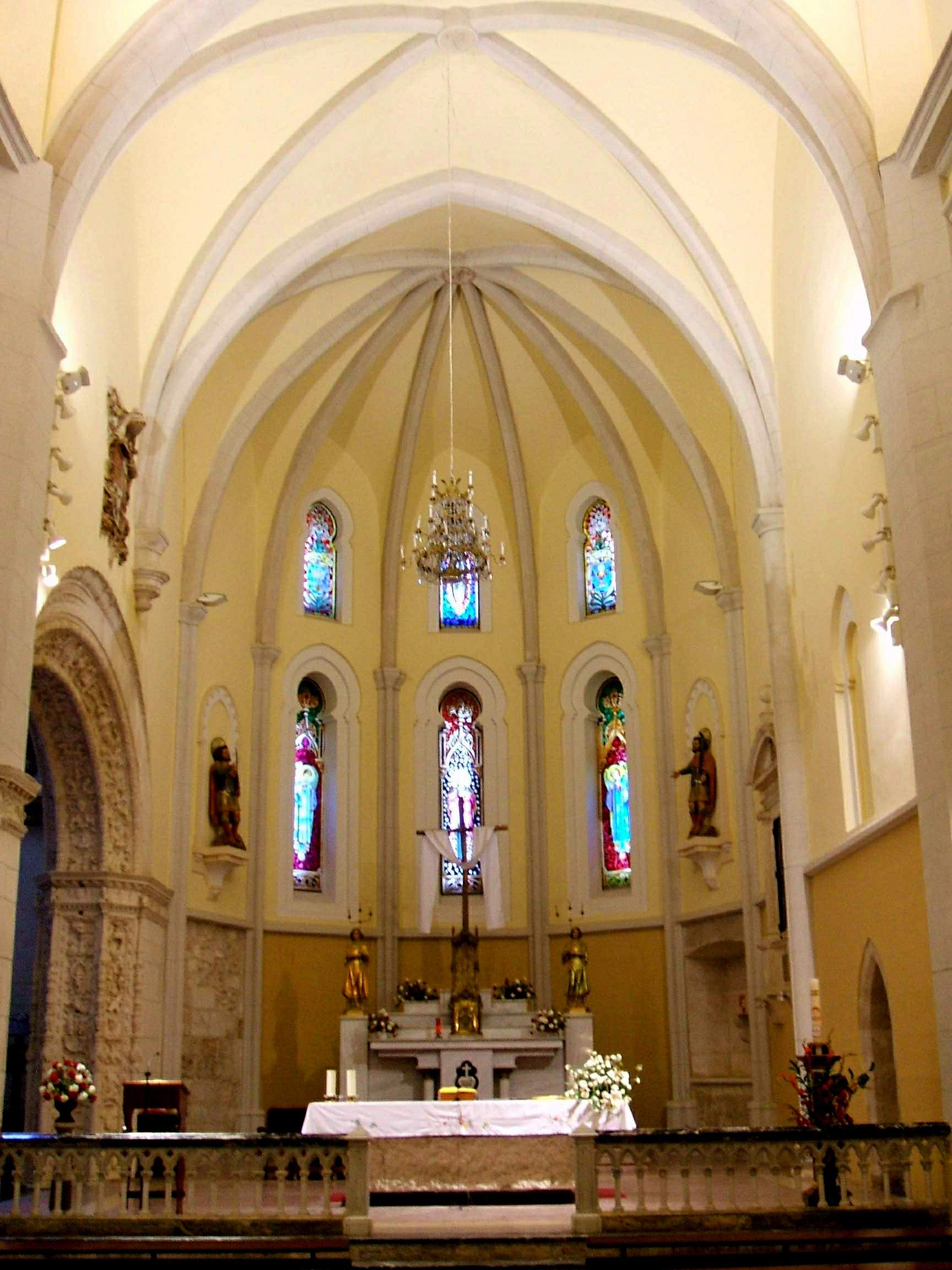
Interior del castillo-convento.

### Álcazar
El alcázar de Alfonso X se encontraba en el lugar que hoy ocupa el Monasterio de San Pablo, en la localidad de Peñafiel, provincia de Valladolid. Fue mandado edificar por el rey castellano Alfonso X por su situación estratégica privilegiada en la meseta.

### Convento
El Infante Don Juan Manuel levanta en 1324 el actual convento gótico-mudéjar donde se hizo enterrar. La iglesia, de estilo gótico-mudéjar, se concluyó años después de la muerte del Infante Don Juan Manuel en 1348. Este monumento peñafielense fue declarado Bien de Interés Cultural en 1931 y actualmente se puede visitar de manera libre o guiada.
Tras el incendio de 1749, su reconstrucción modifica su antigua estructura, levantándose la actual espadaña en 1807 sobre uno de los torreones almenados.

## Estilo

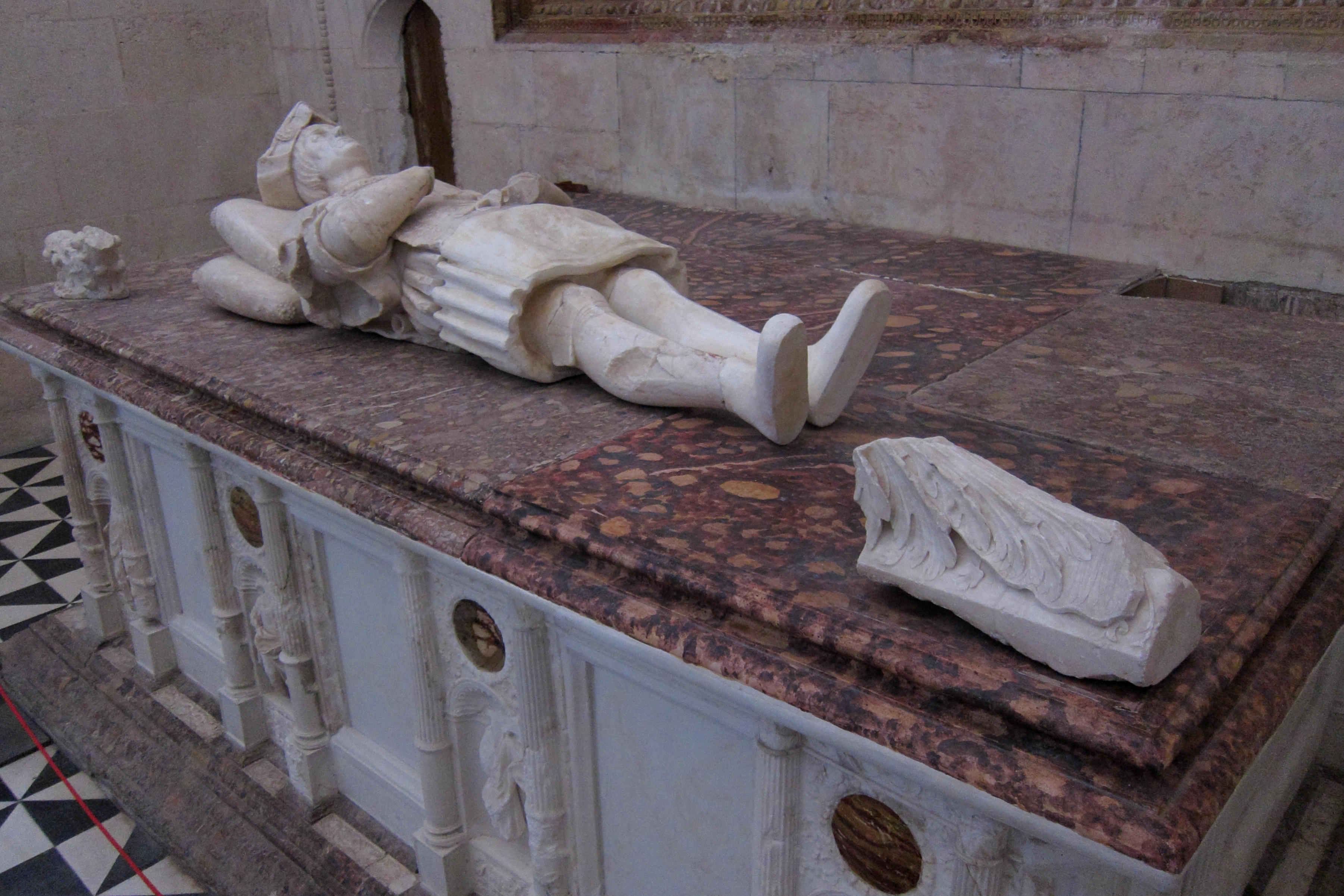
Tumba de Don Juan Manuel de Villena y de la Vega (¿?-1543), VIII señor de Belmonte.

El exterior de este Bien de Interés Cultural destaca por la exuberancia de los arcos realizados en ladrillo, en estilo gótico mudéjar, que contrastan radicalmente con la rica decoración de la capilla funeraria de los Manuel, construida dos siglos más tarde en estilo plateresco, atribuida a Juan de Badajoz "El Mozo", acabada en 1536 (siglo XVI). Uno de los elementos más importantes es su ábside gótico-mudéjar (siglo XIV).
La capilla presenta como motivo central una ventana de tracería gótica enmarcada por dos pilastras y un arco. Dos escudos de la familia tutelar de la capilla flanquean la ventana, uno de ellos sobre una torre semicircular, que se corresponde en el interior con una escalera de caracol sin apoyo central. Esta escalera sirve de acceso a una terraza.
La capilla funeraria de Don Juan Manuel de Villena, de estilo plateresco con reminiscencias góticas, es una pieza sobresaliente del Renacimiento español. Construida en piedra caliza muy blanca, labrada minuciosamente y conservada en muy buen estado, es uno de los atractivos de Peñafiel para los amantes del turismo cultural.